# Cal Solé de Pampa
Cal Solé de Pampa és una casa del nucli de Pampa, al municipi de Castellar de la Ribera (Solsonès), inclosa a l'Inventari del Patrimoni Arquitectònic de Catalunya.

## Situació
L'antic nucli de Pampa es troba a l'extrem nord del terme municipal, als vessants meridionals de la serra d'Oliana, elevada sobre le marge dret de la rasa de Solanes.

## Descripció

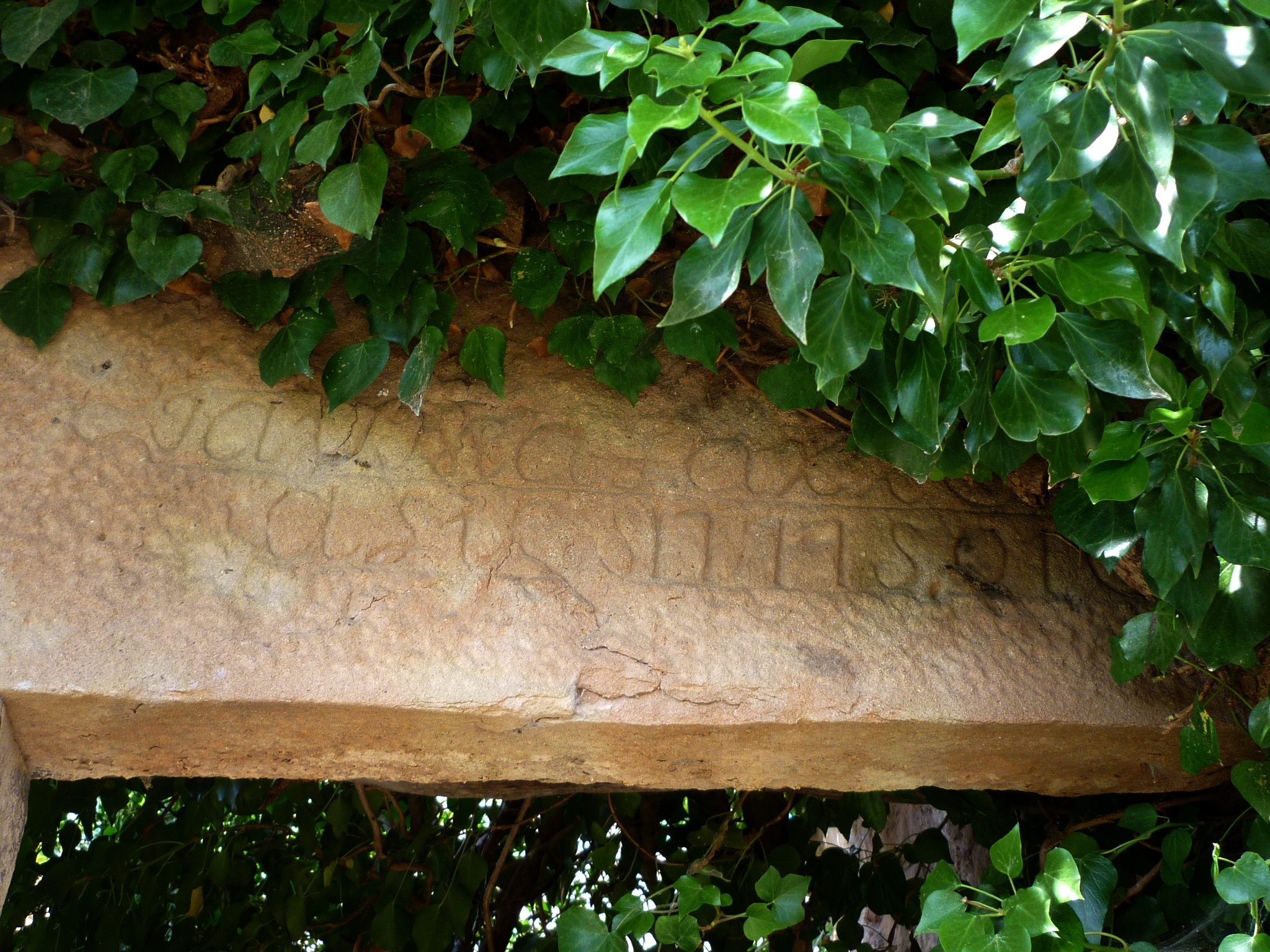
Llinda amb inscripció

Casa senyorial. Avui en resta tan sols una part de la façana principal. En aquesta, hi destaquen dues arcades gòtiques ogivals. Les llindes de les finestres presenten decoracions geomètriques. Alguns dels murs de la casa són aprofitats de la construcció del segle XII-XIII. Per les restes dels murs, hom diria que en un temps passat podia haver estat encastellada. S'observen les restes d'una premsa posterior, modificant una de les arcades ogivals.
La casa està situada just on estava l'antic temple romànic de Pampa. Avui no en queda res de la construcció del segle IX ni de la reconstrucció del segle xi, exceptuant un mur d'opus spicatum, adossat a l'antiquíssim cementiri, avui també totalment abandonat.

## Història
El nucli de la Pampa és un nucli important durant els segles IX i X. De fet, es converteix en poblat de feu comtal segons el document de les calendes de l'abril de l'any tres del rei Lotari, fill de Lluís (1959). En aquest document, el comte Borrell ven per cinquanta alous les possessions de la Pampa. Segons document de l'any 1097 passen a mans de la canònica de Solsona.
Per la reconstrucció de l'església derruïda durant l'única ràtzia documentada de tot el Solsonès, un tal Guitart va llegar una gran propietat en terres, vinyes i boscos que confrontaven els termes de Freixe, Salsa i Ciudadilla. En aquesta ràtzia es destruïren l'església i diverses cases. D'aquest fet, ens parla un pergamí de la canònica de Solsona on es prega a la canònica que se'n faci càrrec, reconstruint-la i dedicant l'església a Santa Margarida.

## Per anar-hi
- Pista a la Pampa